# لنز ام. زویکو دیجیتال ئی‌دی ۱۴–۴۲میلی‌متر اف/۳٫۵–۵٫۶ ال
لنز ام.زویکو دیجیتال ئی‌دی ۱۴-۴۲میلی‌متر اف/۳٫۵-۵٫۶ ال (به انگلیسی: M.Zuiko Digital ED 14-42mm f/3.5-5.6 L lens) نام لنز دوربین عکاسی از نوع زوم است که توسط شرکت المپوس تولید می‌شود. فاصلهٔ کانونی این لنز ۱۴ تا ۴۲ میلی‌متر و ضریب اف آن اف ۳٫۵ تا ۵٫۶ تا  است. این لنز در 2012 میلادی تولید و عرضه شده‌است.